# سگورییا
سگورییا (به اسپانیایی: Segurilla) یک شهرستان در اسپانیا است که در استان تولدو واقع شده‌است.

## خصوصیات
سگورییا ۲۲ کیلومترمربع مساحت و ۱٬۱۳۲ نفر جمعیت دارد و ۵۶۰ متر بالاتر از سطح دریا واقع شده‌است.